# Una cosa rara
Una cosa rara o sia Bellezza ed onestà (Der seltene Fall oder Schönheit und Ehrbarkeit) ist das zweite von fünf Drammi giocosi, die aus der Zusammenarbeit des Venezianers Lorenzo Da Ponte (Libretto) und des Valencianers Vicente Martín y Soler (Musik) hervorgingen. Die Uraufführung fand 1786 in Wien statt. Obwohl einer der größten Bühnenerfolge seiner Zeit, geriet das Werk später für lange Zeit in Vergessenheit.
Zuvor waren die politischen Aussagen im Libretto übertüncht worden. Ludwig Börne kannte daher nur die idyllische Seite der Oper, als er diese 1819 wie folgt charakterisierte:

„Eine Musik aus der guten alten Zeit, die wir kaum genug mehr kennen, um sie zu beweinen. Wie wohlthuend ist sie! Die Empfindung fließt zwischen blumigen Wiesen heiter fort, tief und bewegt genug, das Herz zu tragen, nicht so stürmisch, um es unterzusenken.“

## Entstehung

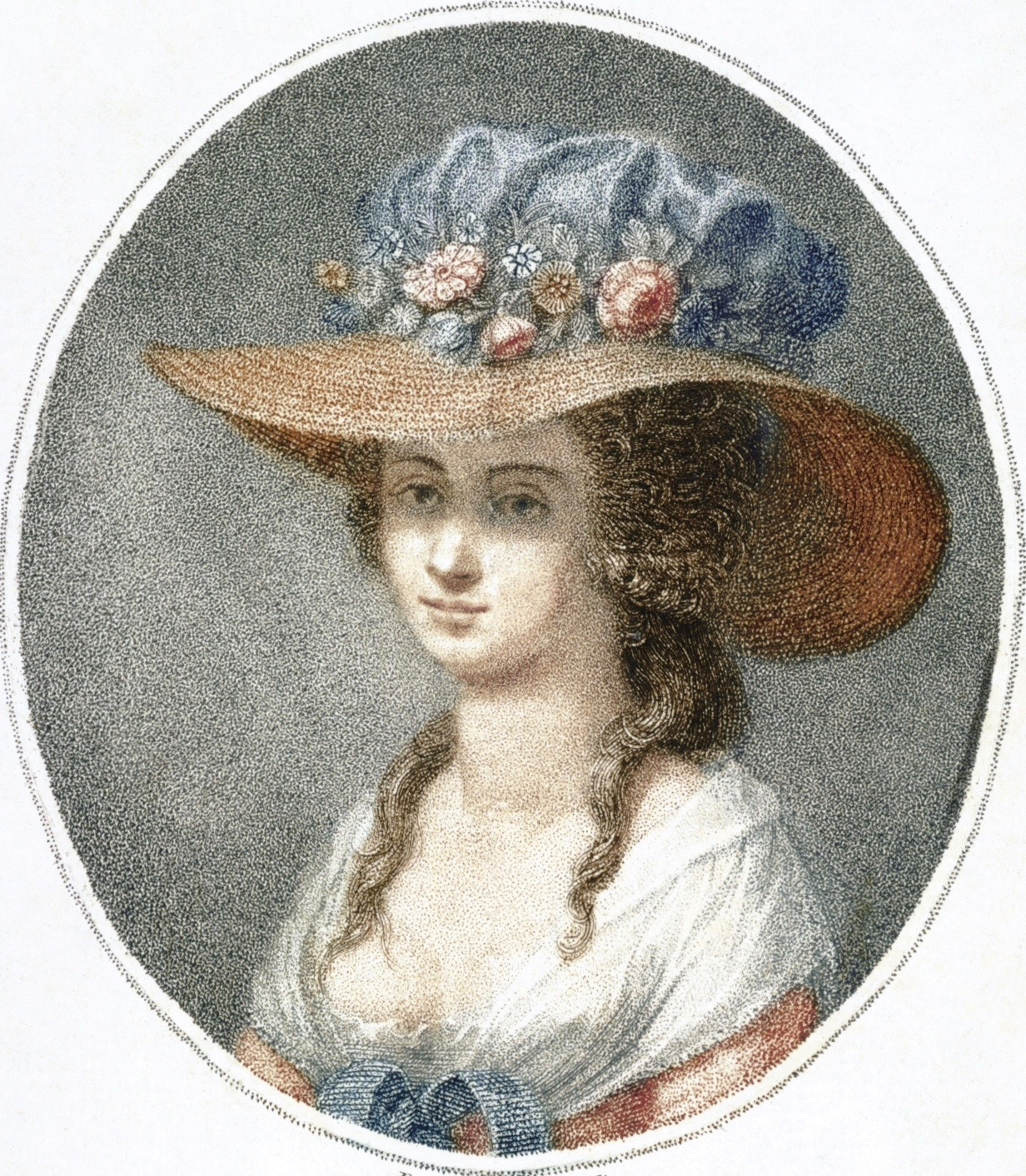
Pietro Bettelini:
Nancy Storace, 1788.

Auftraggeber von Una cosa rara war Kaiser Joseph II., der in den Staaten des Hauses Österreich Reformen im Geist der Aufklärung durchführte, die besonders den Bauern zugutekamen, der aber auch persönlich das von Adel und Bürgertum besuchte Burgtheater leitete. Nach dem Erfolg ihrer ersten gemeinsamen Produktion Il burbero di buon cuore (nach Goldonis französischsprachiger Komödie Le Bourru bienfaisant) wählte Da Ponte nach seinen eigenen Angaben dem Komponisten und dessen Protektorin, der spanischen Botschaftersgattin Isabel de Llano, zuliebe eine Vorlage aus deren Heimat – die Komödie La Luna de la Sierra (Der Mond des Gebirges) von Luis Vélez de Guevara (um 1626). Der Kern der Handlung findet sich jedoch auch in Werken aus anderen Ländern. Bei der Wahl des Stoffes spielte wohl ebenfalls eine Rolle, dass sich der verwitwete Joseph II. zu Mädchen aus dem Volk hingezogen fühlte, aber die Mätressenwirtschaft anderer Fürsten ablehnte. Da Ponte stellte das Libretto unter das Motto: „Rara est concordia formæ atque pudicitiæ.“
Die schöne Lilla, welche der Werbung des Infanten Giovanni widersteht, wurde von der italienisch-britischen Sopranistin Nancy Storace (1765–1817) verkörpert. Diese hatte bereits im Burbero di buon cuore die Hauptrolle der Angelica gespielt. Da Ponte schreibt von der Schwester des Komponisten Stephen Storace, für den er ungefähr gleichzeitig das Libretto zu Gli equivoci verfasste: „Sie war in ihrer Blüte und das ganze Entzücken Wiens.“ Er und Martín hätten nur je dreißig Tage gebraucht, um Una cosa rara fertigzustellen.

## Erfolg und Überlieferung

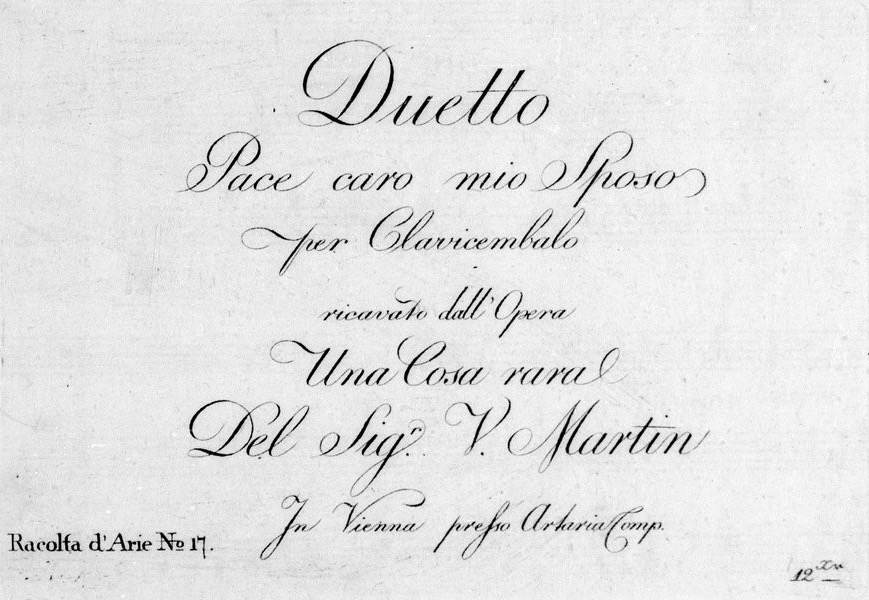
Duett Pace, mio caro sposo, Klavierauszug.

Laut Da Ponte hatte Wien vielleicht nie zuvor „eine so reizende, so ansprechende, so neue und so volkstümliche Musik“ gehört. Das Publikum habe vor Vergnügen geschrien, der Kaiser entgegen der Hausordnung die Wiederholung des Duetts „Pace, mio caro sposo“ verlangt. Da Ponte fährt fort, die Frauen hätten sich alla Cosa rara gekleidet und Martín, aber auch ihn selber vergöttert: „Wir hätten mehr Liebesabenteuer haben können als alle fahrenden Ritter der Tafelrunde (…) Das Spanierlein (…) profitierte davon in jeder Weise.“ Nach dem „Lieblingssingspiel von Wien“ hießen namentlich schwarze Gaze mit roten Seidenstreifen für Hüte und Halstücher, Uhrketten aus falschen Perlen und Korallen sowie Fächer mit dem erwähnten, „zum Volkslied gewordenen“ Duett. (Zur selben Zeit trugen reaktionäre Damen Schwarzrotgold – die später von Deutschland übernommenen Landesfarben Belgiens, dessen Stände sich den Reformen Josephs II. widersetzten.)
Nach der Abreise von Nancy Storace im Februar 1787 kam Una cosa rara im August mit Anna Morichelli (ca. 1755–1800) als Lilla wieder auf den Spielplan. Binnen fünf Jahren wurde sie am Burgtheater – in verschiedenen Fassungen – 55-mal aufgeführt. Eine Übersetzung ins Deutsche brachte es am Leopoldstädter Theater gar auf den Rekordwert von 87 Vorstellungen. Bis 1810 gab es Inszenierungen in 19 heutigen Staaten – in Italien allein in 29 Städten – sowie Übersetzungen in neun Sprachen. Entsprechend haben sich Hunderte von Partituren, Libretti und Orchesterauszügen erhalten. Die beiden existierenden Gesamtausgaben sollten laut dem Biografen Martíns, dem argentinischen Musikwissenschaftler Leonardo J. Waisman, ersetzt oder zumindest ergänzt werden.

## Handlung
Man könnte die Oper mit einer verzuckerten Pille vergleichen. Die schöne Musik begleitet eine Handlung, die sich in einer Art Arkadien – der Sierra Morena – abspielt, aber wie in den Libretti, die Da Ponte für Mozart schrieb, politische Sprengkraft hat: Die Heldin ist ein ehrbares Mädchen aus dem Volk wie Susanna in Le nozze di Figaro (1786, nach Beaumarchais) und Zerlina in Don Giovanni (1787). Als Bösewichte stehen ihr Adlige wie Graf Almaviva und Don Giovanni gegenüber, darunter ein Königssohn, der – anders als in der literarischen Vorlage – sogar der Hauptschuldige ist. Angeprangert werden in der Oper das Patriarchat, die Sittenlosigkeit des Adels, der sich das Recht auf die erste Nacht anmaßte, und das Mätressenwesen. Die nachstehende Zusammenfassung folgt wie jene von Waisman der Wiener Urfassung der Oper und entspricht damit keiner der beiden existierenden Einspielungen.

### 1. Akt

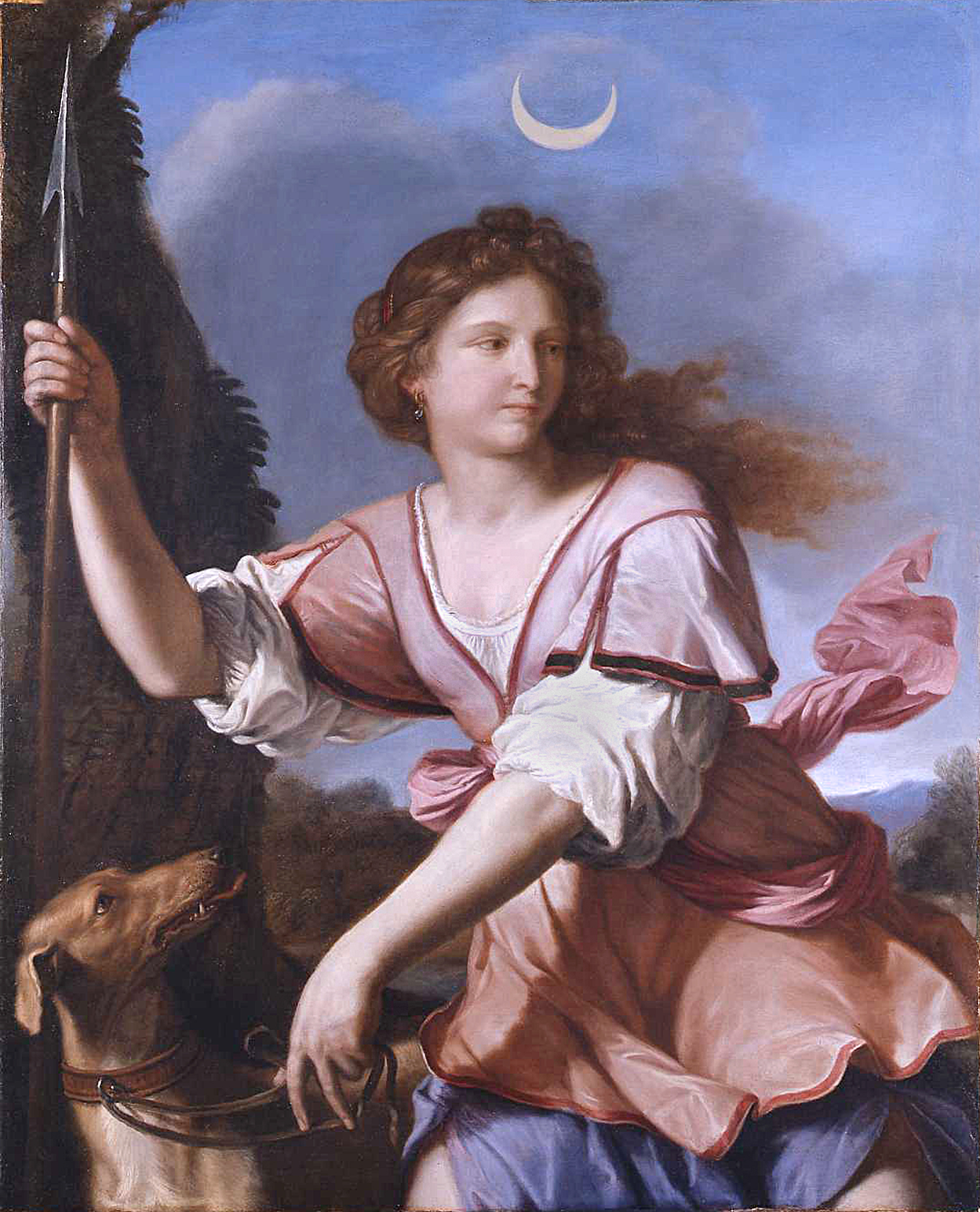
Guercino: Diana, 1658.

Szenen 1–5 (Große Ebene): Der Chor der Jäger spielt auf den Untertitel der Oper an, als er Diana, die Göttin der Jagd, des Mondes und der Keuschheit, um Schutz für die von der Eberjagd zurückkehrende Königin Isabella bittet:
„Salva, salva, o Dea de’ Boschi,

Lo splendor della Castiglia!

Salva lei, che a te somiglia

In bellezza, ed onestà!“
„Schütze, schütze, oh Göttin der Wälder,

Den Stolz Kastiliens!

Schütze sie, die dir gleichkommt

An Schönheit und Ehrbarkeit!“

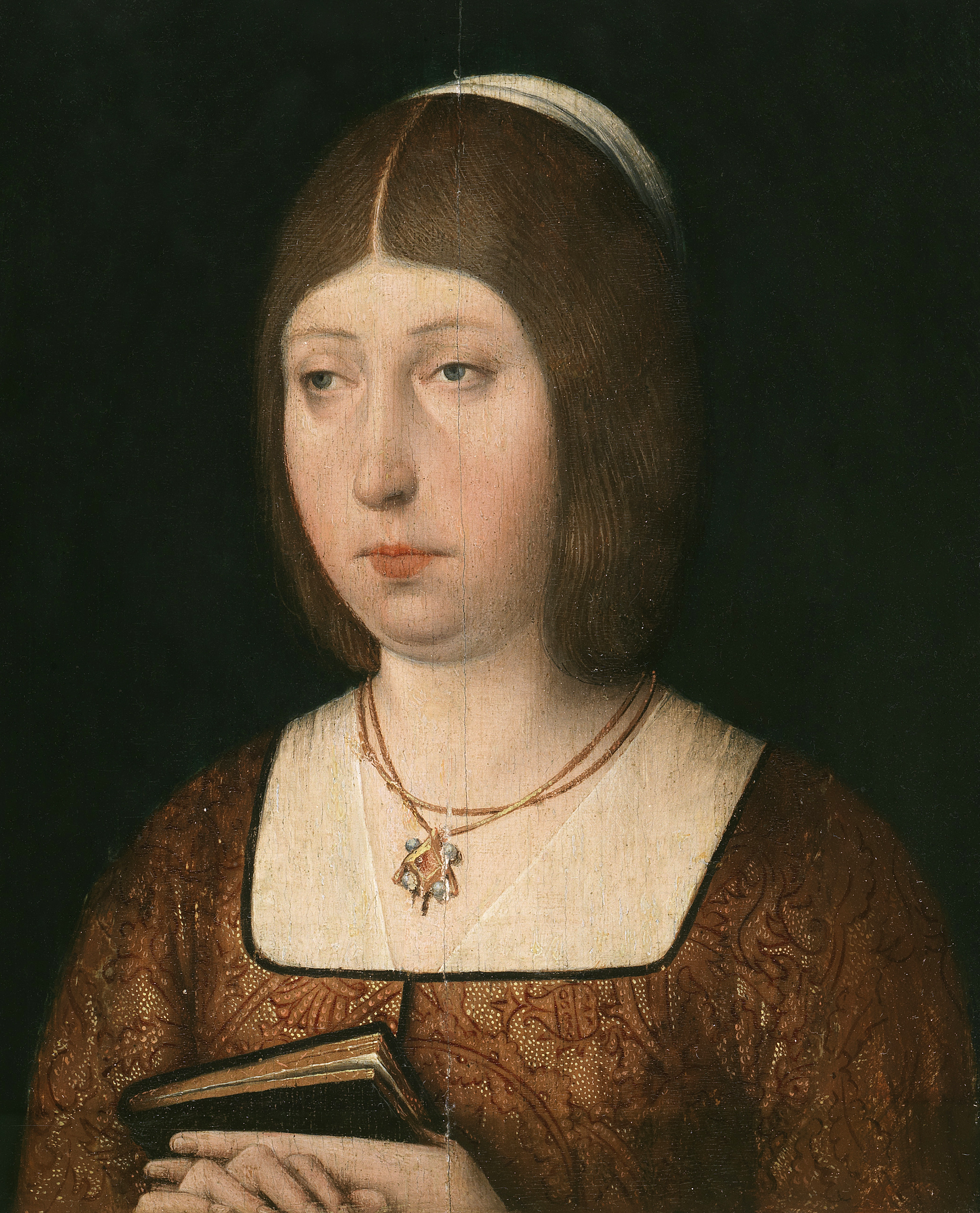
Isabella I. von Kastilien, um 1490.

Die Monarchin feiert Wiedersehen mit ihrem Sohn, dem Infanten Giovanni, der sich im Dickicht verirrt hatte. Da stürzt die junge Bäuerin Lilla herbei und fleht um Hilfe: Sie liebt den Schäfer Lubino, doch ihr Bruder Tita (der die Vormundschaft über sie ausübt) will sie noch heute mit dem Podestà des Dorfes, Lisargo, verheiraten. Um ihren Willen zu brechen, hat er sie in ihr Zimmer gesperrt, worauf sie vom Balkon gesprungen ist. Die Königin verspricht, ihr die Heirat mit dem Geliebten zu ermöglichen. Mit Lillas Schutz betraut sie den Gran Scudiere Corrado. Dies zum Ärger Giovannis, der vom Liebreiz der naiven Schönen überwältigt ist und diese Aufgabe gerne selbst übernommen hätte. Er versucht erfolglos, mit Lilla zu flirten. Darauf sagt er ihr voraus, sie werde mit dem alten, hässlichen Corrado noch Ärger haben. Allein zurückgeblieben, singt der Infant:
„Più bianca del giglio,

Più fresca di rosa,

Bell’occhio, bel ciglio,

Vivace, graziosa –

La mano a un villano

La Lilla darà?

Almen, crude stelle,

Non fossi chi sono …

Ma val più d’un trono

Si rara beltà.“
„Weißer als eine Lilie,

Frischer als eine Rose,

Ein schönes Auge, eine schöne Braue,

Lebhaft, anmutig –

Wird Lilla ihre Hand

Einem Dorfbewohner reichen?

Grausame Sterne,

Wäre ich nur nicht, der ich bin …

Aber so seltene Schönheit

Ist kostbarer als ein Thron.“

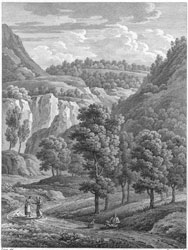
Sierra Morena, 1790.

Szenen 6–12 (Straße): Vor dem Haus, in dem Lilla gefangen war, beschuldigen sich Tita und Ghita gegenseitig der Untreue. Dies, obwohl die beiden heute gleichzeitig mit dem Podestà und Lilla heiraten sollen. Da erscheint Lubino und ruft nach seiner Geliebten:
„Lilla mia, dove sei gita?

Lilla bella, dove sei?

Non t’asconder, o mia vita,

O bel sol degli occhi miei!“
„Meine Lilla, wohin bist du gegangen?

Schöne Lilla, wo bist du?

Versteck dich nicht, o mein Leben,

O schöne Sonne meiner Augen!“
Als er Tita zur Rede stellt, gesteht dieser, die Schwester eingesperrt zu haben. Darauf tritt Lubino die Türe des Hauses ein. Drinnen findet er aber nur den Schleier, den Lilla beim Sprung vom Balkon verloren hat. Er stellt sich vor, sie sei dabei ums Leben gekommen, und schwört – an Masetto in Don Giovanni erinnernd – Tita und dem Podestà in komischer Übertreibung Rache:
„Vo da l’infami viscere

Strappar agli empi il cor.

Vo farli a brani, a brani

E dar per cibo ai cani

L’ossa e le carni lor.“
„Ich will aus den verfluchten Eingeweiden

Den Gottlosen das Herz reißen.

Ich will sie in tausend Stücke schlagen

und ihre Knochen und ihr Fleisch

den Hunden zum Fraß vorwerfen.“
Durch ihr Dazwischentreten bewahrt Ghita Tita davor, von Lubino erschlagen zu werden. Sie empfindet aber auch mit diesem Mitleid, als er vom Podestà verhaftet wird, und bittet ihren Bräutigam, Lilla den Gatten frei wählen zu lassen. Als Lockmittel stellt sie Tita in der Arie „Purché tu m’ami“ (gesungen von Olha Viytiv auf YouTube) Liebesfreuden in Aussicht, wie Zerlina dem verprügelten Masetto:
„In un momento

Di mele io torno,

E in questo giorno

L’hai da provar.“
„In einem Augenblick

Bin ich wieder Honig,

Und heute noch

Sollst du davon kosten.“
Sie weiß, dass sie ihn mit diesem Versprechen „in ein Schäfchen oder vielmehr ein Kaninchen“ verwandelt.

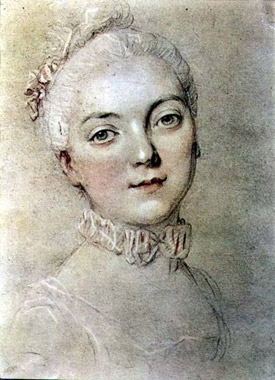
Mätresse (François-Hubert Drouais: Madame du Barry).

Szenen 13–18 (Vorsaal): Ghita ist zu Lilla geeilt, um sich bei der Königin für sie zu verwenden. In dieser Szene zeigt sich besonders deutlich, dass Lilla keine Tugendheldin ist, sondern ein Mensch mit seinen Stärken und Schwächen: Sie beschuldigt die Freundin, aus Neid auf ihre Schönheit ihre Heirat mit Lubino hintertrieben zu haben. Als Ghita sie daran erinnern will, dass sie es war, welche die Beziehung der beiden anbahnen half, herrscht Lilla sie an:
„Via, brutta stolida,

Non far schiamazzi!“
„Weg, hässliche Gans,

Mach kein Geschnatter!“
Die Königin nimmt Ghita in Schutz und stellt Lilla erneut die Erfüllung ihrer Wünsche in Aussicht. Diese aber glaubt, Lubino wolle nichts mehr von ihr wissen, und klagt:
„Dolce mi parve un dì,

Un dì mi piacque amor,

Ma non è più così,

Ma non mi piace ancor.“
„Süß schien mir einst,

Einst gefiel mir die Liebe,

Doch so es ist nicht mehr,

Doch sie gefällt mir nicht mehr.“
Der Scudiere schließt sich mit Lilla ein, um einen Auftrag des Infanten auszuführen, der jenem der Königin diametral entgegengesetzt ist: Obwohl er in der Nähe der Schönen selber vor Begierde zittert, versucht er diese zu überreden, die Geliebte seines Herrn zu werden. Als Lilla antwortet, sie liebe Giovanni nicht, kommt dieser aus einem Versteck hervor und sagt drohend, was sie seinen Bitten verweigere – das Recht auf die erste Nacht nämlich –, könne er auch erzwingen. Corrado verschwindet darauf in einem Kabinett. Der Infant schreckt aber davor zurück, seine Drohung wahr zu machen, und versucht stattdessen vergeblich, Lillas Gunst mit einer Börse voller Goldstücke, einem Ring und einer Uhr zu erkaufen. Schließlich bietet er ihr an, sie zu seiner offiziellen Mätresse zu machen:
„Proteggerò Lubin, farò che andiate

Per le vie di Madrid ricca di gemme,

Con un bell’equipaggio,

Con forieri e stallier, mostrata a ditto

Per l’amica del Prence.“
„Ich protegiere Lubino und sorge dafür,

Dass ihr juwelengeschmückt durch Madrid fahrt,

Mit einer schönen Equipage,

Mit Hoffourieren und Stallmeistern,

Und man auf euch als Freundin des Prinzen zeigt.“
Da hört man die Stimme Lubinos, der sich befreit hat und zu Lilla will, aber vom Podestà erneut festgenommen wird. Als Giovanni die Tür öffnet, zieht sich Lilla zu Corrado ins Hinterzimmer zurück. Das ehrliche Gesicht seines Nebenbuhlers gefällt selbst dem Infanten. Die Königin befiehlt, Lubino loszubinden. Lilla kommt aus dem Kabinett, um dies selbst zu tun. Er aber glaubt sich betrogen und lässt sich nicht anfassen. Um seine Eifersucht zu besänftigen, macht sie ihn glauben, sie sei nie mit dem Infanten allein gewesen. Die Königin garantiert Lubino Lillas Treue und ordnet an, die beiden zusammen mit Tita und Ghita zu trauen. Dem Podestà vergibt sie. Die sechs singen:
„Oh quanto un sì bel giubilo,

Oh quanto alletta e piace!

Di pura gioja e pace

Sorgente ognor sarà.“
„Wie schön ist es, so zu jubeln,

Welche Lust ist es, welch ein Vergnügen!

Nun werden Friede und Freude

Den Rest unserer Tage bestimmen.“
Infant und Scudiere aber bleiben stumm.

### 2. Akt

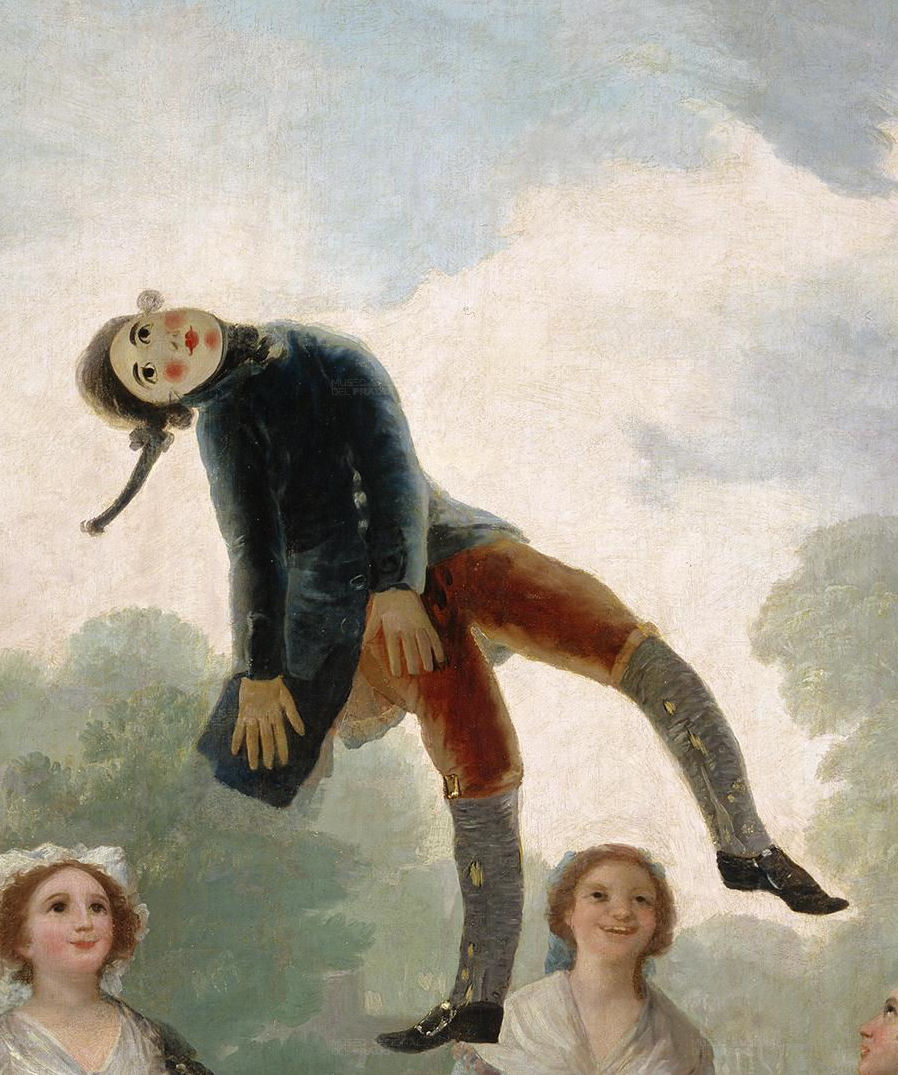
Wie Ghita die Männer sieht (Goya: Die Strohpuppe, 1791/92, Ausschnitt).

Szenen 1–6 (Bauernstube): Nach der Trauung gehen Lubino und Tita Geschenke kaufen, mit denen sie ihre Frauen überraschen wollen. Währenddessen redet Ghita Lilla ein, als Verheiratete brauche sie den Infanten nicht mehr abzuweisen. Sie rät ihr aber, ihn zappeln lassen, um möglichst viele Geschenke zu bekommen. Dann zeigt sie ihr ein kostbares Halsband, das sie ihr überbringen soll, und eine Geldbörse, mit denen der Infant ihre Kupplerdienste erkauft hat. Von ihrem Jahrhundert – wobei natürlich das achtzehnte gemeint ist – singt sie:
„Femmine amabili,

Non vi lagnate,

In questo secolo

Voi siete nate

Per ben dagli uomini

Farvi servir.“
„Liebenswürdige Frauen,

Beklagt euch nicht:

In diesem Jahrhundert

Seid ihr dazu geboren,

Euch von den Männern

Gut bedienen zu lassen.“
Lilla aber, die vom Geschenk des Infanten nichts wissen will, widerspricht ihr mit einem Wortspiel:
„Femmine amabili,

Non vi fidate,

In ogni secolo

Voi siete nate

Per ben degli uomini

Farvi sentir.“
„Liebenswürdige Frauen,

Vertraut nicht darauf:

In jedem Jahrhundert

Seid ihr dazu geboren,

Das Gefühl vermittelt zu bekommen,

Gut (Eigentum) der Männer zu sein.“
Corrado drängt Ghita, ihre Überredungsversuche fortzusetzen. Wenn Lilla dem Werben des Infanten nachgibt, will er sie dazu erpressen, auch ihm zu Willen zu sein.
Szenen 7–10 (Vorsaal): Wie Joseph II. jedem Luxus abhold, singt die Königin das Loblied der Sierra:
„Chi mai dirìa che in questi rozzi tetti

E sotto queste pastorali spoglie

Tanta virtù, tanta onestà s’accoglie?“
„Kaum glaublich, dass in diesen schlichten Hütten

Und unter diesen Schäferkleidern

Sich so viel Tugend, so viel Ehrbarkeit vereint!“
Die Monarchin spielt deshalb mit dem Gedanken, auf den Thron zu verzichten und sich hierher zurückzuziehen. Ihr Sohn hingegen beschließt, am bevorstehenden Hochzeitsfest teilzunehmen und anschließend vom Recht auf die erste Nacht Gebrauch zu machen. Da er aber noch Gewissensbisse hat, behauptet der Scudiere:
„(…) spesso la donna nega

Ad amante che prega

Quello che internamente, or brama, or gode

Ch’ei prenda colla forza, o colla frode.“
„(…) häufig leugnet die Frau

Dem bittenden Liebhaber gegenüber,

was sie innerlich wünscht oder genießt:

Mit Gewalt genommen zu werden oder mit List.“
Szenen 11–13 (Straße): Bis es dunkle Nacht ist, bleiben Lilla und Ghita ohne Nachricht von ihren Männern. Endlich glauben sie, diese kehrten zurück. An deren Stelle umarmen sie jedoch den Infanten und den Scudiere, die sich in Mäntel gehüllt haben. Zwar erkennen die Frauen den Betrug gleich, doch werden sie von Lubino und Tita aus der Ferne gesehen. Also schwindeln sie diesen vor, sie hätten sich mit heimkehrenden Bauern unterhalten.

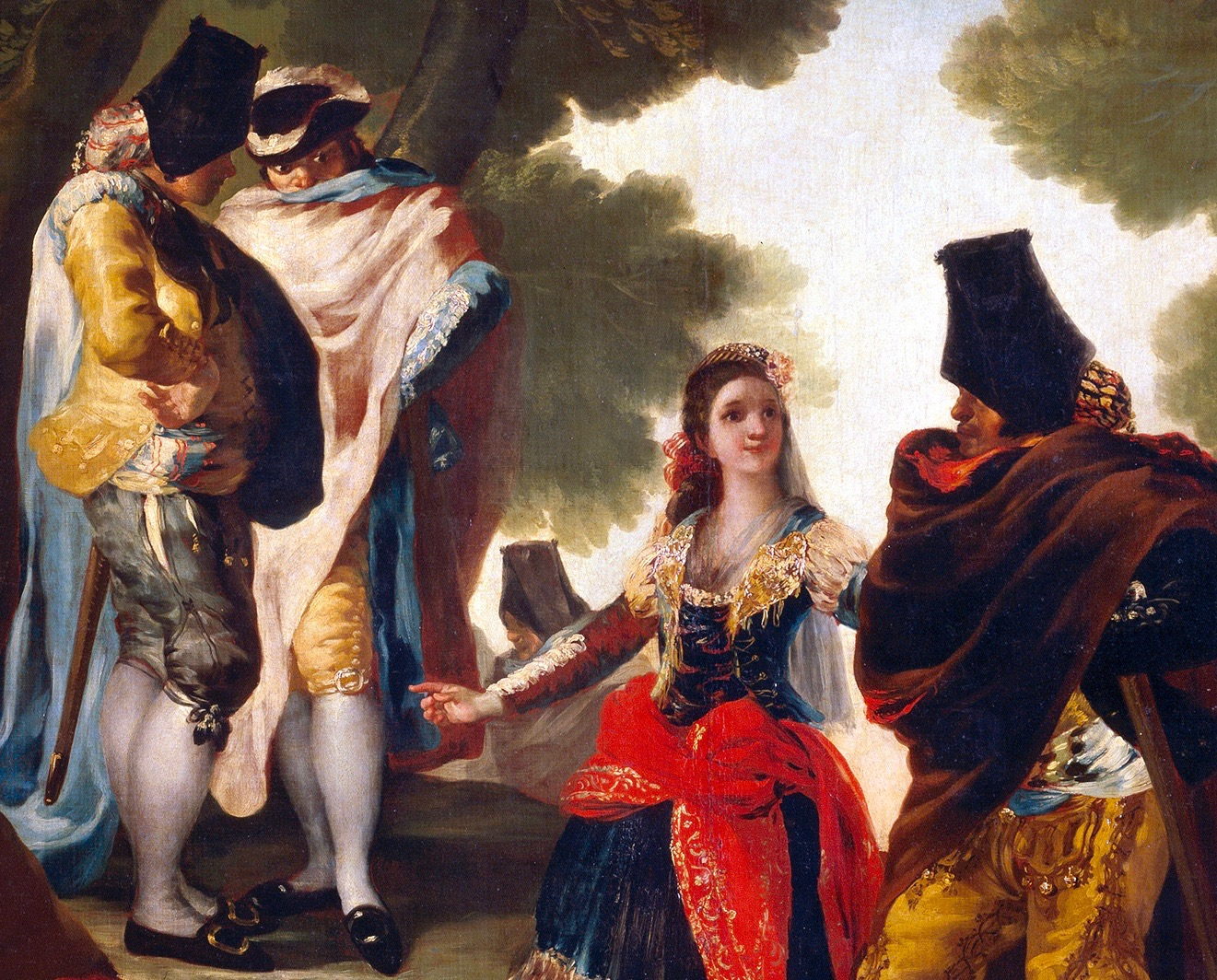
Entführung (Goya: Maja mit Vermummten, 1777, Ausschnitt).

Szenen 14–16 (Bauernstube): Die beiden Paare setzen sich gemeinsam zum Abendessen, aber den Männern ist der Appetit vergangen. Sie verhören die Frauen über das Vorgefallene. Schließlich versetzt Ghita Tita eine Ohrfeige – wohl wissend, dass er ihr diesen Temperamentsausbruch nicht lange nachtragen wird. Der Geschlagene brummt, zeitweise aus dem Italienischen ins Spanische fallend, am liebsten würde er diese „mordende Hexe“ zum Duell fordern oder seinerseits betrügen. Lubin seufzt: „Nur ein verrückter Mann heiratet eine schöne Frau!“ Lilla versucht, den Eifersüchtigen zur Vernunft zu bringen:
„Gli affanni sofferti,

O caro, rammenta

E allora paventa

Di mia fedeltà!“
„Erinnere dich, Liebster,

Was ich (für dich) durchgemacht habe,

Und zweifle dann noch

An meiner Treue!“
Als Ghita endlich auftischen kann, hört man von draußen Gitarrenklänge. Der Infant bringt Lilla ein Ständchen, das an die Arie „Deh, vieni alla finestra“ aus Don Giovanni erinnert:
„Non farmi più languire, o vita mia,

Lasciami un po’ veder quel viso bello!

Se ti vien voglia di saper ch’io sia,

Guardati in mezzo il cor, ch’io vivo in quello!“
„Lass mich nicht länger schmachten, mein Leben,

Lass mich ein wenig dein schönes Gesicht sehen!

Wenn du wissen möchtest, wer ich bin,

Schau dir mitten ins Herz, dort lebe ich!“
Über diese Unverschämtheit erzürnt, stürmen Lubino und Tita aus dem Haus. Die Frauen versehen sich gleichfalls mit Mantel und Degen und eilen ihnen nach.
Szenen 17–19 (Straße): Um ihre Treue zu beweisen, stellen sich Lila und Ghita schützend vor ihre Gatten, als diese in der Dunkelheit mit dem Podestà und dem Scudiere aneinandergeraten. Der Infant beendet den Kampf, indem er sich zu erkennen gibt.
Bevor die Ruhestörer abziehen, lässt Corrado die Türe des Hauses ins Schloss fallen, so dass dessen Bewohner ausgesperrt sind. Lubino und Tita eilen dem Infanten nach, um sich dagegen zu beschweren, was es dem Scudiere ermöglicht, sich an Lilla heranzumachen. Sein Plan, sie mit Hilfe einiger Schergen zu entführen, scheitert aber an der Gegenwehr der Frauen und an der Rückkehr Lubinos.
Während Ghita Tita suchen geht, gelingt es Lilla endlich, Lubino davon zu überzeugen, dass sie ihm trotz ihrer „allzu großen Schönheit“ treu ist. Die Stimmen der beiden verschmelzen in jenem Duett, das Joseph II. wiederholen ließ (Graf Zinzendorf dagegen empfand es als jugendgefährdend):
„Pace, caro mio sposo!“ –

„Pace, mio dolce amore!“ –

„Non sarai più geloso?“ –

„No, non sarò, mio core.“ –

„Mi vorrai sempre …?“ – „Bene.“ –

„Mi sarai sempre …?“ – „Amante.“ –

„Son la tua sola …?“ – „Speme.“ –

„Ti serberai …“ – „Costante.“ –

„Vieni tra i lacci miei!

Stringi, mio caro ben!

L’anima mia tu sei.

Ti vo morir nel sen.“
„Friede, mein lieber Bräutigam!“ –

„Friede, meine süße Liebe!“ –

„Bist du auch nicht mehr eifersüchtig?“ –

„Nein, bestimmt nicht, mein Herz.“ –

„Bist du mir immer …?“ – „Gut.“ –

„Wirst du mich immer …?“ – „Lieben.“ –

„Bin ich deine einzige …?“ – „Hoffnung.“ –

„Und ich bleibe dir …“ – „Treu.“ –

„Komm in meine Arme!

Drück mich an dich, Schatz!

Du bist meine Seele.

An deiner Brust will ich sterben.“
Beim andern Paar herrscht das Gegenteil von Harmonie: Als Tita in Ghitas Tasche Halsband und Börse findet, die sie vom Infanten erhalten hat, ist er drauf und dran, sie zu erschlagen. Lilla bringt die Freundin in Sicherheit, während Lubino mit Tita zur Königin eilt, um das Vorgefallene anzuzeigen.

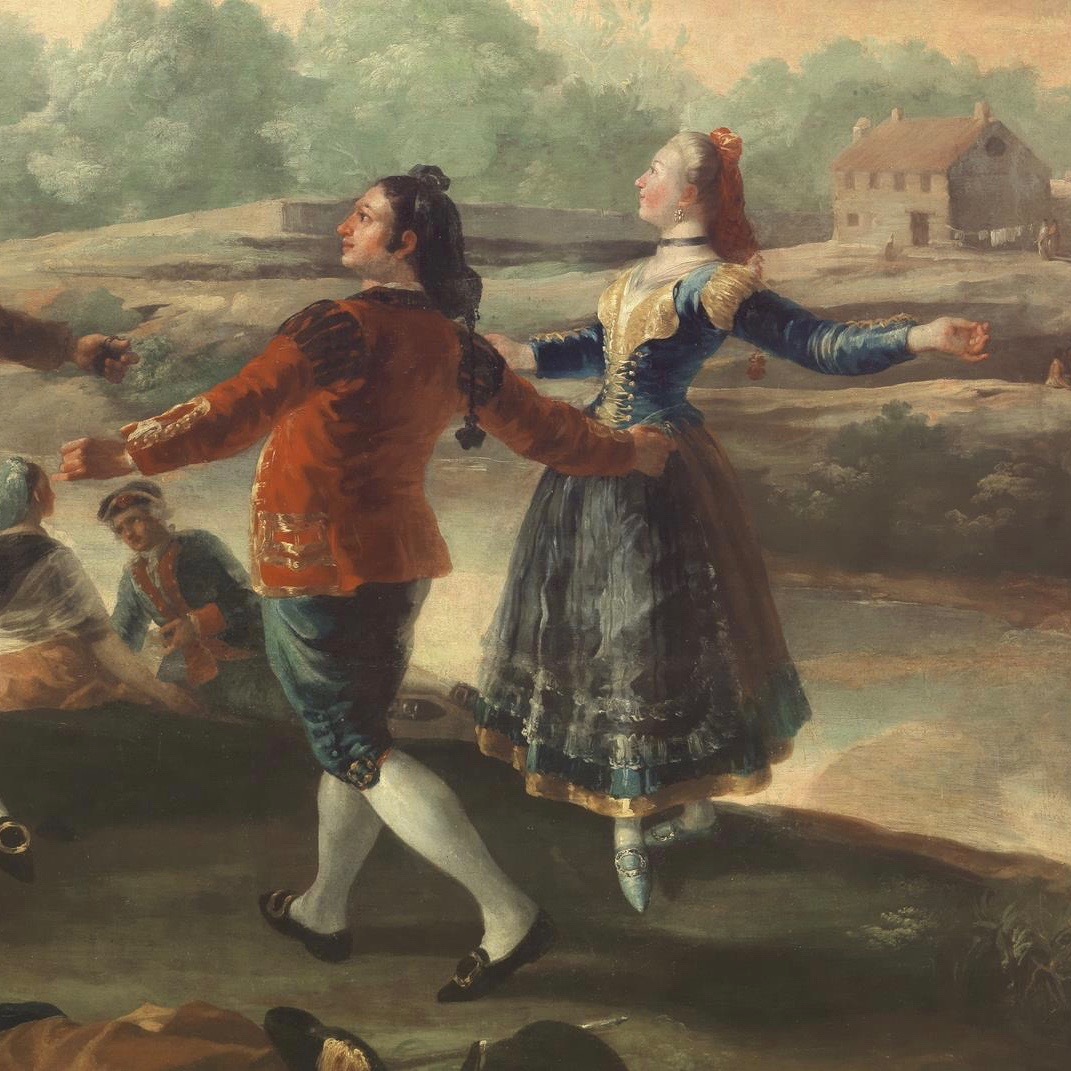
Seguidilla (Goya: Der Tanz am Ufer des Manzanares, 1777, Ausschnitt).

Szenen 20–23 (Landschaft): Isabella schickt sich an, die unterbrochene Jagd wieder aufzunehmen. Der Infant wird sie begleiten. Tita liefert ihr die Geschenke ab, die er bei Ghita gefunden hat. Der Thronfolger hat nicht den Mut zuzugeben, dass er Lilla verführen wollte. Auf seinen Wink hin nimmt der Scudiere die Schuld auf sich, worauf er von der Königin abgesetzt und aus Spanien verbannt wird. Um sich schadlos zu halten, steckt er Halsband und Börse ein.
Als Majas gekleidet und Gitarre spielend, danken Lilla und Ghita mit einem Lied dafür, dass Isabella ihre Ehre wiederhergestellt habe. Dem Infanten gegenüber verhalten sie sich so unbefangen, als wäre nichts geschehen, küssen ihm die Hand und lassen sich von ihm auf die Stirn küssen. Ghita singt eine Seguidilla, in der sie die Abreise der Königin mit dem Untergang der Sonne vergleicht, während Lilla mit Lubino dazu tanzt. Dann tanzt Ghita mit Tita zu Lillas Gesang. Lilla und Ghita beschämen den Infanten, der sich wegschleichen will, indem sie ihn um Verzeihung bitten und so zwingen, sie zu „Mustern der Ehrbarkeit“ zu erklären. Die Oper endet mit dem Aufbruch der Majestäten zur Jagd.
Das zweideutige Happy End erlaubte es dem Publikum des Burgtheaters, trotz der unmissverständlichen Kritik des Librettos an der moralischen Korruption des Ancien Régime von Martíns Musik begeistert nach Hause zu fahren.

## Instrumentation
Die Orchesterbesetzung der Oper enthält die folgenden Instrumente:
- Holzbläser: zwei Flöten, zwei Oboen, zwei Klarinetten, zwei Fagotte
- Blechbläser: zwei Hörner, zwei Trompeten
- Pauken
- Mandoline
- Streicher
- Basso continuo

## Anspielung auf die Halsbandaffäre
Erwähnung verdient, dass das Geschenk, welches der Prinz Lilla machen will, an den Gegenstand der Halsbandaffäre von 1785/86 erinnert – ein Diamantcollier, das Kardinal Rohan für Königin Marie-Antoinette, die Lieblingsschwester Josephs II., kaufte. Betrügern auf den Leim gegangen, wurde der als Lebemann bekannte letzte Fürstbischof von Straßburg seines Amtes als Großalmosenier von Frankreich enthoben und verbannt. Das Halsband aber blieb verschwunden.

## Von Mozart zitiert
Una cosa rara verdrängte das erste Produkt der Zusammenarbeit von Da Ponte und Mozart, Le nozze di Figaro, aus dem Spielplan des Burgtheaters. Der kaiserlich-königliche General und Dichter Cornelius von Ayrenhoff schrieb:

„(…) die Musik ist durchaus von der reizendsten Harmonie, die ich jemals gehört habe. Martin läßt in dieser Oper an Wohllaut und Süßigkeit alle italienischen Componisten hinter sich.“

Im 1787 entstandenen nächsten Gemeinschaftswerk Da Pontes und Martíns – einer Allegorie auf die Aufhebung der Klöster durch Joseph II. mit dem Titel L’arbore di Diana – tritt die Göttin der Keuschheit persönlich auf, unterliegt aber Liebesgott Amore. Das Thema des adligen Verführers nahmen Da Ponte und Mozart 1787 in Don Giovanni wieder auf, jenes der weiblichen Treue 1790 in Così fan tutte. In das Finale von Don Giovanni ist die Melodie des Sextetts „Oh quanto un sì bel giubilo“ als von der Bühnenmusik gespieltes Zitat eingeschoben, was Leporello mit den Worten „Bravi! Cosa rara!“ kommentiert. Mit Der Fall ist noch weit seltner oder Die geplagten Ehemänner schrieben Schikaneder und Schak 1790 eine deutschsprachige Fortsetzung des Werks.
Martín war in der Zwischenzeit von Katharina II. nach Sankt Petersburg berufen worden. In seiner dort 1798 entstandenen letzten Oper La festa del villaggio, die Leonardo J. Waisman als seine beste bezeichnet, erinnert nicht nur der Schauplatz Spanien an Una cosa rara: Der Sergeant Lope liebt die Dorfbewohnerin Laura, welche aber von ihrem Bruder Giannotto dem einfältigen Alcalde Basilio versprochen wird. Am bevorstehenden Dorffest will der Marqués als Besitzer des Dorfes einige Mädchen verheiraten. Nach ähnlichen Verwicklungen wie in Una cosa rara erreicht Laura, dass er sie Lope zur Frau gibt. Doch in völligem Gegensatz zu Da Ponte verklärte der Librettist Ferdinando Moretti die (in Russland besonders rückständige) Adelsherrschaft.

## Diskografie
- Jordi Savall. La Capella Reial de Catalunya, Le Concert des Nations. Maria Angeles Peters (Isabella), Ernesto Palacio (Giovanni), Francesc Garrigosa (Corrado), Montserrat Figueras (Lilla), Gloria Fabuel (Ghita), Iñaki Fresán (Lubino), Fernando Belaza Leoz (Tita), Stefano Palatchi (Lisargo). Live-Aufzeichnung, Barcelona 1991. Astrée E 8760, 1991 (3 CDs).
- Giancarlo Andretta. Coro e orchestra del Teatro La Fenice (Venedig). Cinzia Forte (Isabella), Luigi Petroni (Giovanni), Luca Dordolo (Corrado), Rachele Stanisci (Lilla), Yolanda Auyanet (Ghita), Lorenzo Regazzo (Lubino), Bruno de Simone (Tita), Pietro Vultaggio (Lisargo). Live-Aufzeichnung, Orvieto 1999. Mondo Musica 22250, 2000 (3 CDs).
- Harmoniemusik: Joan Enric Lluna. Moonwinds. Harmonia Mundi, 2008.

## Video
- Inszenierung mit Master-Studierenden des Conservatori Superior de Música de València, Ramón Ramírez, 2015 (Digitalisat).